# Phyllodonta cataphracta
Phyllodonta cataphracta là một loài bướm đêm trong họ Geometridae.